# Phyllophaga guatemala
Phyllophaga guatemala är en skalbaggsart som beskrevs av Saylor 1940. Phyllophaga guatemala ingår i släktet Phyllophaga och familjen Melolonthidae. Inga underarter finns listade i Catalogue of Life.